# The Banner Saga
The Banner Saga è un videogioco di ruolo tattico a tema fantasy sviluppato da Stoic Studio e pubblicato da Versus Evil. È stato inizialmente pubblicato per Microsoft Windows e smartphone nel gennaio 2014. Le versioni per PlayStation 4 e Xbox One sono state pubblicate nel 2016, con una versione per Nintendo Switch pubblicata nel 2018.
Il gioco è stato il titolo di debutto di Stoic Studio, fondato da tre ex designer di BioWare. È stato finanziato tramite Kickstarter, una piattaforma di crowdfunding. L'animazione e lo stile artistico disegnati a mano presenti nel gioco sono stati ispirati dall'arte di Eyvind Earle, Ralph Bakshi e Don Bluth. Austin Wintory ha composto la musica del gioco, con l'aiuto della Dallas Wind Symphony. La componente multiplayer del gioco, intitolata The Banner Saga: Factions, è stata pubblicata come gioco a parte in maniera gratuita prima dell'uscita del gioco ufficiale.
Il gioco ha ricevuto critiche positive al momento della pubblicazione, con l'elogio verso lo stile artistico, il combattimento e la storia. È stato seguito da The Banner Saga 2 (2016) e The Banner Saga 3 (2018). Una miniserie di giochi di ruolo da tavolo, prodotta da Hyper RPG, è andata in onda dal 24 luglio al 14 agosto 2018 su Twitch.

## Trama
Il gioco si svolge in un mondo ispirato alle leggende vichinghe. Il mondo è bloccato in un perpetuo crepuscolo da quando il sole si è fermato settimane prima degli eventi del gioco, ed è popolato principalmente da esseri umani e creature giganti chiamate i Varli, come i Dredge, un'antica razza che si credeva fosse estinta da secoli, che invece ritorna per uccidere le altre.
A ovest del regno, il Varl Vognir, insieme a diversi suoi compagni tra cui l’amico di vecchia data Hakon, il guerriero Varl Ubin, ormai ritiratosi dal servizio, e l’umano Eirik, sono incaricati di scortare Ludin, il principe proveniente dalla capitale umana Arberrang, alla capitale Varl Grofheim in modo che egli possa stipulare un’alleanza tra le due razze. Tuttavia, giunti nella città di Verdfell, Vognir viene ucciso in uno scontro con i Dredge, lasciando quindi il comando della spedizione ad Hakon. Proseguendo nel loro viaggio, la scorta di Ludin incontra altri Dredge intenzionati ad ucciderli, ed esplorando la città Ridgehorn, ormai in rovina, la spedizione riesce a trarre in salvo un uomo, trovato incosciente vicino al cadavere di una donna. L’uomo, di nome Eyvind, una volta ripresosi, implora senza successo Hakon a fare ritorno a Ridgehorn, in quanto convinto che la sua compagna è ancora viva. Infine, la spedizione riesce a raggiungere Grofheim, trovandola in fiamme e completamente devastata dai Dredge. 
Dall’altra parte del regno, il cacciatore Rook e sua figlia Alette incontrano un Dredge solitario vicino alla loro casa nei dintorni di Skogr. Si recano in tutta fretta in città per avvisare il loro amico Varl di nome Iver, trovando però il villaggio sotto attacco dei Dredge. Insieme a Oddleif, moglie del capo locale, e i sopravvissuti all’attacco, Rook e Alette riescono a fuggire nella città di Frostvellr, ma trovando la città poco sicura, proseguono il viaggio in cerca di un riparo, trovandolo infine nella fortezza Varl di Einartoft. Il viaggio è però disturbato da terribili terremoti, provocati apparentemente da un'imponente e gigantesca figura che si staglia in lontananza. Se in un primo momento i Varl presenti a Einartoft si rifiutano di far entrare la carovana umana, Iver, la cui vera identità è quella di Yngvar, un leggendario guerriero di cui si erano da tempo perse le tracce, riesce a convincere i suoi simili ad accogliere gli umani.
A Einartoft, Rook, Alette e i loro compagni, incontrano Hakon, il Principe Ludin, e la sua scorta, i quali a loro volta si sono rifugiati nella fortezza, dopo aver trovato la città di Grofheim in rovina. Qui le due carovane incontrano il re Varl, Jorundr. La situazione si rivela disperata anche in questo frangente: Einartoft è sotto assedio da parte dei Dredge e il loro campione immortale, Bellower. Jorundr, rifiutandosi di distruggere il ponte che conduce a Einartoft, non lascia scelta ai protagonisti, i quali devono affrontare i Dredge. Sarà Iver ad avere la peggio nello scontro, rimanendo gravemente ferito e perdendo un braccio dopo essersi confrontato direttamente con Bellower. Proprio nel momento in cui Eyvind cerca di distrarre il temibile nemico, la gigantesca figura vista all’orizzonte prima di arrivare alla fortezza, emerge dal terreno del campo di battaglia, rivelandosi essere un enorme e terrificante serpente, che scompare immediatamente dopo aver visto la battaglia in atto, causando però al contempo la fuga dei Dredge spaventati.
Nel frattempo, Juno, la donna il cui corpo giaceva vicino a Eyvind quando la carovana di Hakon giunge a Ridgehorn, si risveglia, trovando l’enorme serpente di fronte a lei. Dopo aver provato senza successo ad ucciderla, il serpente le parla, rivelando che il suo compito è quello di divorare il mondo, ma è profondamente turbato dalla presenza di un’oscurità che pian piano ne sta prendendo il controllo. Una volta sola, Juno contatta telepaticamente Eyvind, esortandolo a lasciare Einartoft e a incontrarla a sud, nella città di Sigrholm.
Eyvind implora Rook di condurlo a Sigrholm, ed egli accetta, resosi conto che Einartoft è ormai spacciata. Raggiunti da Ubin e dagli altri sopravvissuti, vengono però informati che la città è caduta poche ore dopo la loro partenza. Quando la carovana raggiunge l’inospitale città Sigrholm, Juno è irrintracciabile; nonostante le proteste di Eyvind, Rook decide di cercare riparo nella città fortificata di Boersgard, pensando sia l’unica speranza rimasta. Tuttavia, anche questa città è sull’orlo della distruzione, senza più barche per scappare, e, come se non bastasse, governata da un gruppo mercenario chiamato Ravens, guidati dal Varl Bolverk. Boersgard si rivela essere un vicolo cieco per la carovana, bloccata tra il mare da una parte e l’armata Dredge dall’altra. Ogni giorno arrivano sempre più Dredge, nel mentre le scorte di cibo scarseggiano e rivolte si estendono in tutta la città facendola a pezzi dall’interno. Rook e i suoi compagni concludono che l’unica soluzione è quella di costruire nuove imbarcazioni e partire prima che sia troppo tardi. Proprio nel momento in cui le difese della città stanno per capitolare prima che le imbarcazioni siano ultimate, i protagonisti vengono salvati da Juno, Hakon, il Principe Ludin e un esercito di Varl fuggiti da Einartoft. La gioia per il momentaneo trionfo viene subito smorzata dall’arrivo di altri Dredge, stavolta guidata da Bellower. Grazie all’aiuto di Rook, Juno riesce a creare una freccia magica, con la quale sconfiggere Bellower, senza il quale i Dredge rimasti si darebbero alla fuga. Nonostante la sua immortalità, se Bellower venisse colpito dalla freccia verrebbe neutralizzato e reso incosciente in quanto la magia contenuta nella freccia convincerebbe la sua mente della propria morte. Al giocatore è lasciata la scelta se affidare la freccia a Rook o Alette; in ogni caso il personaggio scelto colpisce Bellower, permettendo ai propri compagni di sconfiggerlo e mandando in fuga l’armata Dredge, ma viene ucciso da Bellower stesso dopo averlo colpito. Infine, le carovane di Rook e Hakon, ora unite, lasciano Boersgard insieme ai Raven sulle nuove imbarcazioni costruite, addolorati per i compagni persi lungo il viaggio, e dopo aver dato l’addio con un degno funerale a Rook/Alette.

## Modalità di gioco

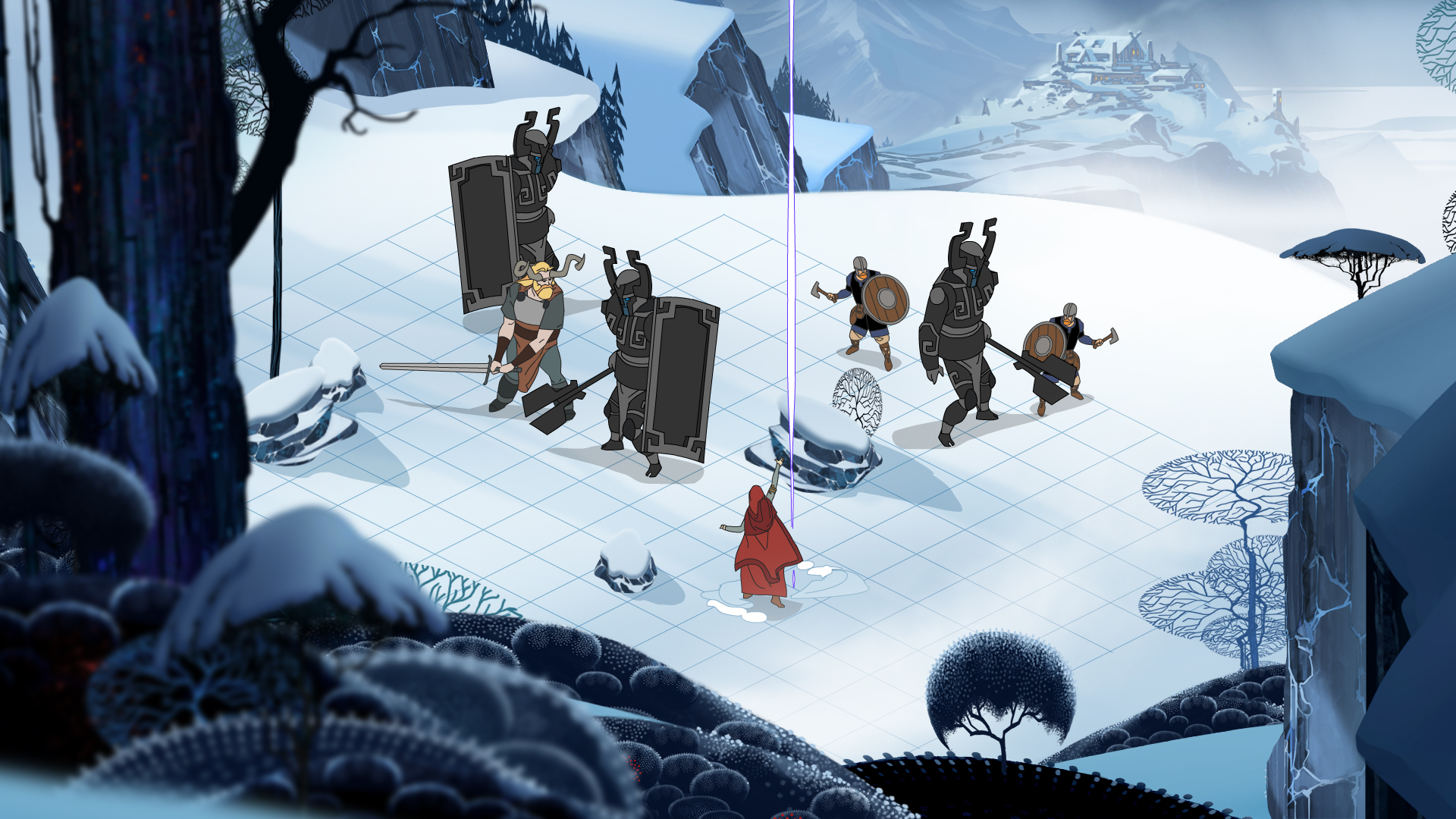
Screenshot che mostra il combattimento a turni

Ambientato in un mondo immaginario ispirato alla mitologia norvegese, il gioco racconta la storia della carovana del giocatore e dei vari personaggi, che combattono una razza guerriera chiamata Dredge che disprezza gli umani. Il gioco segue due personaggi giocabili, ognuno con una propria storia che alla fine si fonde in uno sola. Il gioco presenta una storia interattiva che cambia in base alle decisioni dei giocatori. Il nucleo del gioco è una campagna a giocatore singolo di scontri a turni ispirati a giochi come Final Fantasy Tactics e Shining Force, con il giocatore che controlla e che è in grado di costruire una squadra di personaggi con abilità complementari. Il gioco non presenta elementi tradizionali dei giochi di ruolo, come la presenza di un personaggio solitario che esplora e acquista oggetti e armi, e non dà la possibilità di salvare e ricaricare la partita ritentando azioni già effettuate. Gli sviluppatori infatti intendono raccontare la storia della carovana del giocatore, incoraggiandoli ad accettare e affrontare le conseguenze di eventuali sconfitte che potrebbero incontrare.